# Nekojiru
Nekojiru (parola macedonia  tra  ねこ ?,  neko ,  gatto e  ぢる ?,  jiru ,  succo), pseudonimo di Chiyomi Hashiguchi ( 橋口 千代美 ?,  Hashiguchi Chiyomi ) (Nakayama, 19 gennaio 1967 – 10 maggio 1998), è stata una fumettista e illustratrice giapponese.

## Biografia
Nel 1985 sposa il mangaka Hajime Yamano (山野一?) , facendogli saltuariamente da assistente.
Nel 1990 debutta nel numero di giugno nel periodico Garo con Nekojiru Udon (ねこぢるうどん?) firmato assieme al marito Hajime Yamano (山野一?) dove, con stile surreale, unisce la graziosità dei gatti con la crudeltà delle loro azioni raccapriccianti e i modi cinici.
Ad eccezione del racconto Tsunami (つなみ?) con protagonisti umani, in  tutto il lavoro di Nekojiru  i personaggi principali sono  gatti raffigurati in modo  antropomorfo in un contesto di vita completamente umano . I suoi manga  descrivono la vita quotidiana e le avventure dei gatti Nyāko (にゃーこ?) e Nyatta (にゃっ太?) , con temi principali  il disagio infantile, la crudeltà, il cinismo e la nostalgia. Sotto la carineria superficiale affiora il tema ricorrente dell'inevitabilità della morte, un atteggiamento autodistruttivo, pessimista, cinico ma anche fortemente disinibito, autentico e puro. In  Yume no memo (夢のメモ? Diario dei sogni) , incluso nell'antologia pubblicata postuma Nekojiru Udon 3, si rivela come molti dei suoi lavori si ispirano su personali esperienze oniriche.
Esistono due adattamenti animati dell'opera di Nekojiru, entrambi incentrati sulla famiglia di Nyāko , Nyatta. Il primo di questi è Nekojiru Gekijō (ねこぢる劇場?, Nekojiru Theatre), una serie di 27 episodi di  2 minuti l'uno andata in onda sulla TV giapponese nel 1999 come un segmento di Bakushō-Mondai no Boss-Kyara-Ō (爆笑問題のボスキャラ王?) di Asahi Television, guidato dal duo comico Bakushō Mondai. Il secondo è l' OVA Nekojiru-sō (ねこぢる草?, Nekojiru Grass)  del 2001.

## Morte
Nekojiru muore suicida il 10 maggio 1998. Il marito, Hajime Yamano, usando lo pseudonimo Nekojiru-y (ねこぢるy?), ha ripreso l'universo e l'immaginario della moglie continuando a produrre nuove opere.

## Opere
- Nekojiru Udon  ( ねこぢるうどん?), Seirindo, giugno 1990.
- Nekogamisama ( ねこ神さま?), Bungeishunjū, 1º giugno 1997, ISBN 978-4160900103.
- Nekojiru Shokudo  ( ねこぢる食堂?), Hakusensha, 1º settembre 1997, ISBN 978-4592130215.
- Nekojiru Dango   ( ねこぢる食堂?), Asahi Shinbun, 1º ottobre 1997, ISBN 978-4257040187.
- Nekojiru Senbei  ( ねこぢるせんべい?), Shūeisha, 20 agosto 1998, ISBN 978-4087820225.
- Nekojiru Manjū   ( ねこぢるまんじゅう?), Bungeishunjū, 20 ottobre 1998, ISBN 978-4160900370.
- Jirujiru Ryokōki   ( ぢるぢる旅行記?), 1º gennaio 1998.
- Jiru Jiru nikki, Futami Shobo Publishing, 1998, ISBN 978-4576980676.

### Pubblicate in Italia
- Nekojiru Udon, collana Yami, vol. 1, In Your Face Comix, 2024, ISBN 978-8897571803.